# Зельтен, Рейнхард
Рейнхард Зе́льтен (нем. Reinhard Selten; 5 октября 1930, Бреслау — 23 августа 2016, Познань) — немецкий экономист.
Лауреат Нобелевской премии по экономике 1994 года «за фундаментальный анализ равновесия в теории некооперативных игр». Он стал первым немецким экономистом, получившим эту награду.

## Биография
Родился в Бреслау (тогда провинция Нижняя Силезия), в смешанной семье: отец (Адольф Зельтен) был евреем, мать (Кёте Лютер) — протестанткой. У отца был небольшой магазин, занимавшийся главным образом прокатом периодических изданий, но после принятия нацистами нюрнбергских расовых законов, он вынужден был его продать. Отец умер в 1942 году после продолжительной болезни, и детям удалось избежать начавшейся вскоре депортации. Как полукровка, Рейнхард Зельтен не имел права на школьное образование после 14 лет и устроился разнорабочим. После освобождения Бреслау он с матерью, братьями и сестрой перебрался в Саксонию, затем в Австрию, где работал на ферме. Лишь в 1946 году он получил возможность продолжить среднее образование и уже в следующем году поселился с семьёй в Мельзунгене, где в 1951 году в возрасте 21 года окончил местную гимназию.
В 1957 году окончил Франкфуртский университет по специальности «математика». В 1961 году получил во Франкфуртском университете докторскую степень по математике.
Профессор экономики Свободного университета в Берлине, университета в Билефельде, Боннской высшей школы экономики (подразделение Рейнского университета, Бонн). Основатель Боннской лаборатории экспериментальной экономики.

## Зельтен и эсперанто
Рейнхард Зельтен владел международным языком эсперанто и активно участвовал в международном эсперанто-движении. Он неоднократно высказывался на высоком уровне в поддержку эсперанто. В частности, в 2007 году, выступая в Европарламенте, он заявил: «Лёгкий в изучении плановый язык, как эсперанто, даёт нейтральное решение языковой проблемы». Он также согласился баллотироваться в 2009-м на выборах в Европарламент от небольшой партии EDE (Европа — Демократия — Эсперанто).

## Сочинения
- «Модель олигополии с инерцией спроса» (Ein Oligopolmodell mit Nachfrageträgheit, 1965).
- Джон Харшаньи, Рейнхард Зельтен Общая теория выбора равновесия в играх = A general theory of equilibrium selection in games / Пер. с англ. [Ю. М. Донца и др. Предисл. Л. А. Петросяна]. — СПб. : Экон. шк. : С.-Петерб. гос. ун-т. Фак. менеджмента, 2001. — XVIII, 405 с. : ил. — (Библиотека «Экономической школы» Вып. 34) — ISBN 5-900428-72-9